# Nižnij Novgorod
Nížnij Nóvgorod (in russo Ни́жний Но́вгород?, pronuncia: /ˈnʲiʐnʲɪj ˈnovɡərət/, ; lett. "Novgorod Inferiore") è una città della Russia europea centrale, capoluogo dell'omonima oblast' e del circondario federale del Volga. Ha una popolazione di 1 259 013 abitanti nel censimento del 2018.
La città venne fondata presumibilmente il 4 febbraio 1221 dal principe Giorgio II di Vladimir. Nel 1612 Kuz'ma Minin e il principe Dmitrij Požarskij organizzarono un grande esercito per la liberazione di Mosca e tutta la Russia dai polacchi durante il periodo dei torbidi. Nel 1817 Nižnij Novgorod divenne un grande centro commerciale dell'Impero russo. Dal 1932 al 1990 ha avuto il nome di Gor'kij (Го́рький) in omaggio al celebre scrittore Maksim Gor'kij, che vi nacque nel 1868. Durante il periodo sovietico la città divenne un importante centro industriale; nella città fu costruita la Fabbrica Automobili di Gor'kij.
Durante la seconda guerra mondiale Gor'kij fu uno dei più grandi centri di produzione di armamenti per Armata Rossa in combattimento sul fronte orientale. A causa di ciò, la Luftwaffe ha costantemente bombardato la città dall'aria. Una gran parte delle bombe dei tedeschi fu lanciata contro la fabbrica di automobili di Gor'kij. La maggior parte degli edifici è stata completamente distrutta. I residenti della città hanno ricostruito la fabbrica dopo 100 giorni.
Dopo la guerra, dal 1959 fino al 1991, fu una città chiusa, nella quale venne esiliato, tra gli altri, il fisico Andrej Dmitrievič Sacharov. Nel 1985 ha aperto una rete la metropolitana. Nel 1990, con la dissoluzione dell'Unione Sovietica, la città ha riassunto il nome di Nižnij Novgorod. Nel 2016 Vladimir Putin vi ha aperto una nuova fabbrica nel settore della difesa in occasione del 70º anniversario della vittoria.
La città è un centro politico, economico, scientifico e culturale della Russia. È il più grande centro di trasporto e il centro amministrativo del Distretto Federale del Volga e uno dei corsi principali del turismo fluviale in Russia. Nel centro della città ci sono università, chiese, musei e teatri. Nel centro turistico della città si trova il Cremlino, la piazza di Minin e Požarskij, la via Bol'šaja Pokrovskaja, la via Roždestvenskaja, il monumento a Minin e Požarskij e molto altro ancora. Il Cremlino è il centro principale della città. Sul suo territorio si concentrano le principali autorità comunali e il Distretto Federale del Volga.

## Storia

### Sede medievale di principi
Sul luogo del futuro Cremlino in pietra, venne fondata una piccola fortezza in legno nel 1221 dal Granduca Giorgio II di Vladimir. Situata alla confluenza dei due principali fiumi del suo principato, il Volga e l'Oka, venne denominata Nižnij Novgorod. Il nome letteralmente significa "Novgorod (città nuova) Inferiore", per distinguerla dalla più antica Velikij Novgorod (Novgorod la Grande). La sua esistenza autonoma era continuamente minacciata dagli attacchi dei Mordvini. L'attacco più pericoloso condotto da Inäzor Purgaz da Arzamas nel gennaio 1229 venne respinto, ma dopo la morte di Giorgio II, nella battaglia del fiume Sit il 4 marzo 1238, i Mongoli occuparono la fortezza, ed i resti del piccolo insediamento di Nižnij Novgorod si arresero senza resistenza, per conservare quanto costruito dopo l'attacco di Purgaz di otto anni prima. Divenuta una delle principali roccaforti per il controllo dei confini, la fortezza di Nižnij Novgorod sfruttava l'avvallamento naturale formato dai due fiumi.
Insieme a Mosca e Tver', Nižnij Novgorod fu tra le città di nuova fondazione che sfuggirono alle devastazioni causate dall'invasione dei Mongoli, a causa della loro scarsa importanza. Queste poi si svilupparono in grandi centri di vita politica dello Stato russo vassallo, nel periodo del "giogo tartaro". Con l'approvazione del Khan mongolo, Nižnij Novgorod venne assorbita dal principato di Vladimir-Suzdal' nel 1264. Dopo 86 anni la sua importanza crebbe ulteriormente quando la sede del potente principato di Suzdal' venne qui spostata da Gorodec, nel 1350. Il granduca Dmitrij Konstantinovič (1323-1383) aveva intenzione di fare della sua capitale una degna rivale di Mosca: costruì una cittadella in pietra e diverse chiese, e fu inoltre protettore degli storici. Il più antico manoscritto ancora esistente della Cronaca degli anni passati, il Codice laurenziano, venne scritto per lui dal monaco Laurenzio nel 1377.
Nel 1392 fu incorporata nel Granducato di Mosca; durante il periodo dell'Impero russo fu capoluogo del Governatorato di Nižnij Novgorod.

### La più solida fortezza del Granducato di Mosca

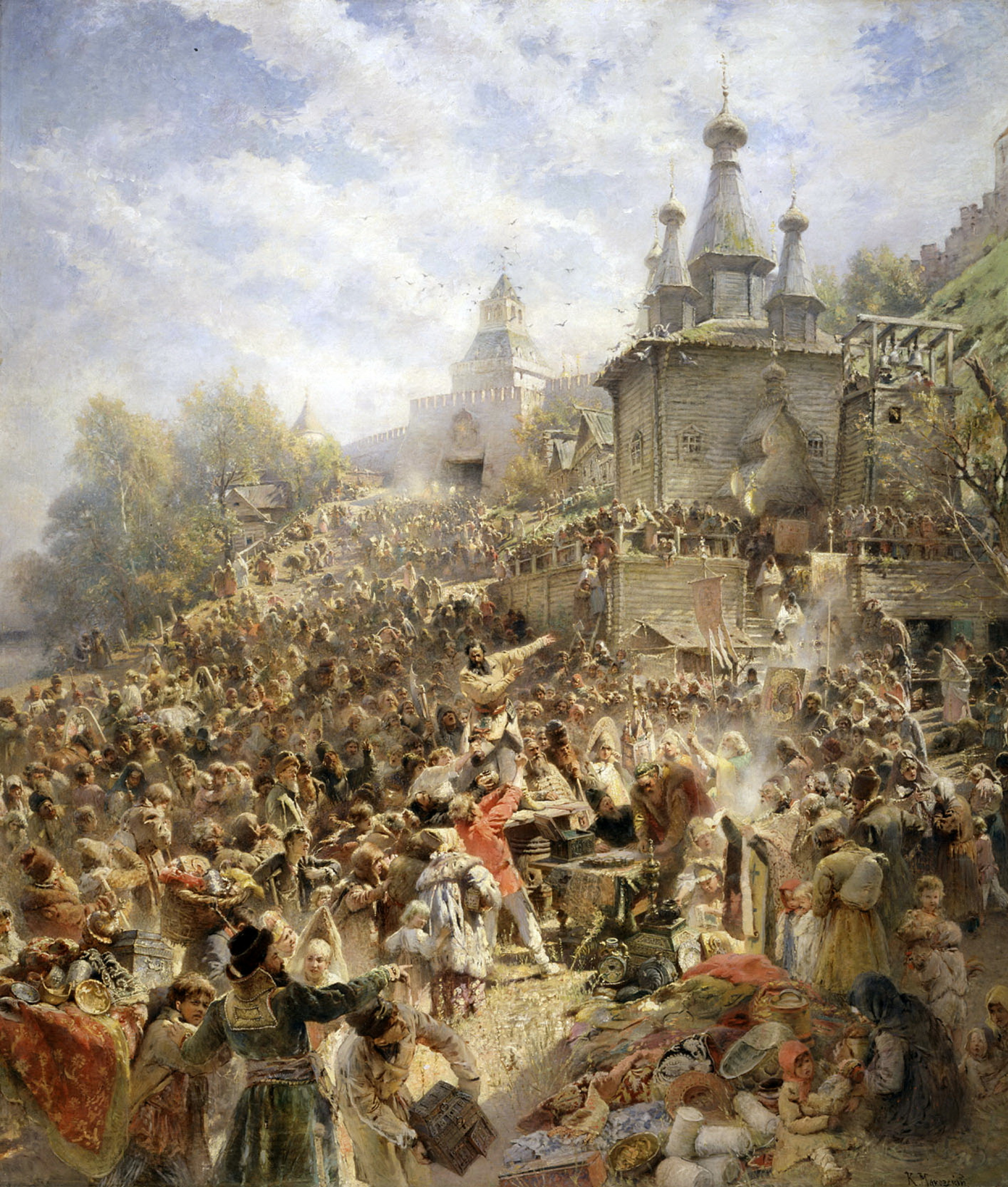
Kuz'ma Minin esorta la popolazione di Nižnij Novgorod a formare un esercito di volontari contro i polacchi.

Dopo l'inglobamento della città nel Granducato di Mosca (1392), i principi locali assunsero il nome di Šujskij e s'insediarono a Mosca, dove tennero una corte di spicco e in breve tempo videro salire sul trono Basilio IV. Dopo essere stata data alle fiamme dal potente capo tataro di Crimea Edigu nel 1408, Nižnij fu riedificata e difesa innanzi tutto dai moscoviti come una fondamentale roccaforte nelle loro guerre contro il Khanato di Kazan'. 
L'enorme "kreml'" (cittadella fortificata) in mattoni rossi, una delle cittadelle più solide e meglio conservate della Russia, fu edificato nel 1508–1511 sotto la supervisione di Pietro Francesco l'Italiano. La fortezza fu resistente abbastanza da reggere all'assedio dei Tatari nel 1520 e nel 1536.
Nel 1612, la cosiddetta milizia nazionale, organizzata da un mercante locale, Kuz'ma Minin, e comandata dal Knjaz Dmitrij Michajlovič Požarskij espulse le truppe polacche da Mosca, mettendo così fine al "periodo dei torbidi" e stabilendo il potere della dinastia dei Romanov. La piazza più importante prima del kremlin è intitolata a Minin e Požarskij, sebbene questa sia localmente ricordata come "Piazza Minin". Le spoglie di Minin sono sepolte nella cittadella.
Nel corso del secolo successivo (il XVIII secolo) la città prosperò commercialmente e fu scelta dagli Stroganov (la famiglia più ricca della Russia) come base per le loro operazioni. Un particolare stile architettonico e di pittura delle icone, conosciuto come Stile Stroganov, si sviluppò qui tra la fine del XIX e il XX secolo.
L'emblema cittadino di Nižnij Novgorod nel 1981 raffigura una cerva rossa con corna e zoccoli di color nero su campo bianco. Nel 1992 rimase all'incirca lo stesso, ma lo scudo viene adornato con foglie di quercia dorate legato con un nastro con i colori nazionali della bandiera russa.

### Grande centro commerciale

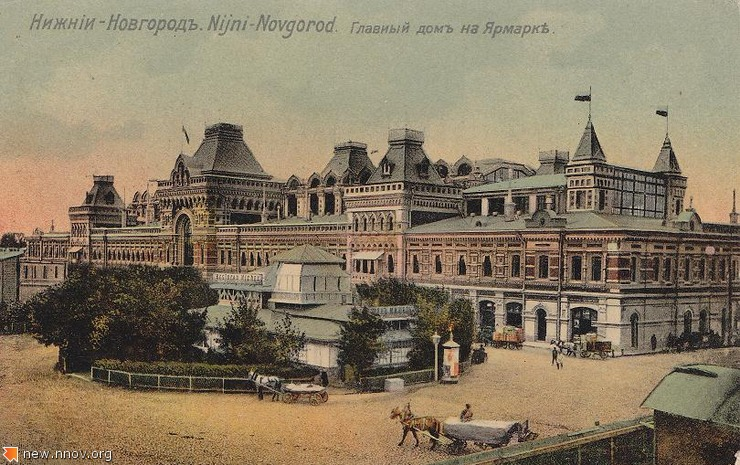
Palazzo principale della fiera, cartolina del XIX secolo

Nel 1817, la fiera di Makariev, una delle più vivaci del mondo, fu trasferita a Nižnij Novgorod e iniziò ad attrarre milioni di visitatori ogni anno. Verso la metà del XIX secolo, la città fu scelta stabilmente come capitale commerciale dell'Impero russo. Il primo ricevitore radio al mondo dell'ingegnere Aleksandr Popov e la prima torre di copertura iperboloide al mondo e rivestimento a traliccio dell'ingegnere Vladimir Šuchov furono presentati all'esposizione tutta russa di Nižnij Novgorod del 1896. Secondo le statistiche ufficiali della Russia imperiale, la popolazione di Nižnij Novgorod al 14 gennaio 1913 ammontava a 97.000 abitanti.
Il 2 agosto 1862 fu inaugurata la stazione ferroviaria di Moskovskij. Questa divenne il punto finale della ferrovia Mosca - Nižnij Novgorod. Consisteva di tre edifici a due piani collegati da passaggi alla lobby nel centro, sale d'attesa, posta, telegrafo, buffet e ristoranti. Sulla torre centrale fu installato un orologio. All'interno dell'edificio le pareti erano decorate con pannelli a mosaico raffiguranti temi eroici.
Le più grandi imprese industriali erano le opere in ferro di Sormovo che erano collegate dalla ferrovia della compagnia alla stazione ferroviaria di Mosca nella zona bassa della città. La stazione privata della compagnia ferroviaria da Mosca a Kazan si trovava invece nella zona superiore. Altre industrie si sono gradualmente sviluppate, rendendo Nižnij Novgorod, all'inizio del XX secolo, anche un importante centro industriale. Henry Ford ha aiutato a costruire un grande impianto di camion e trattori (GAZ) alla fine degli anni '20, inviando ingegneri e meccanici, compreso il futuro capo del lavoro Walter Reuther.

### Era sovietica

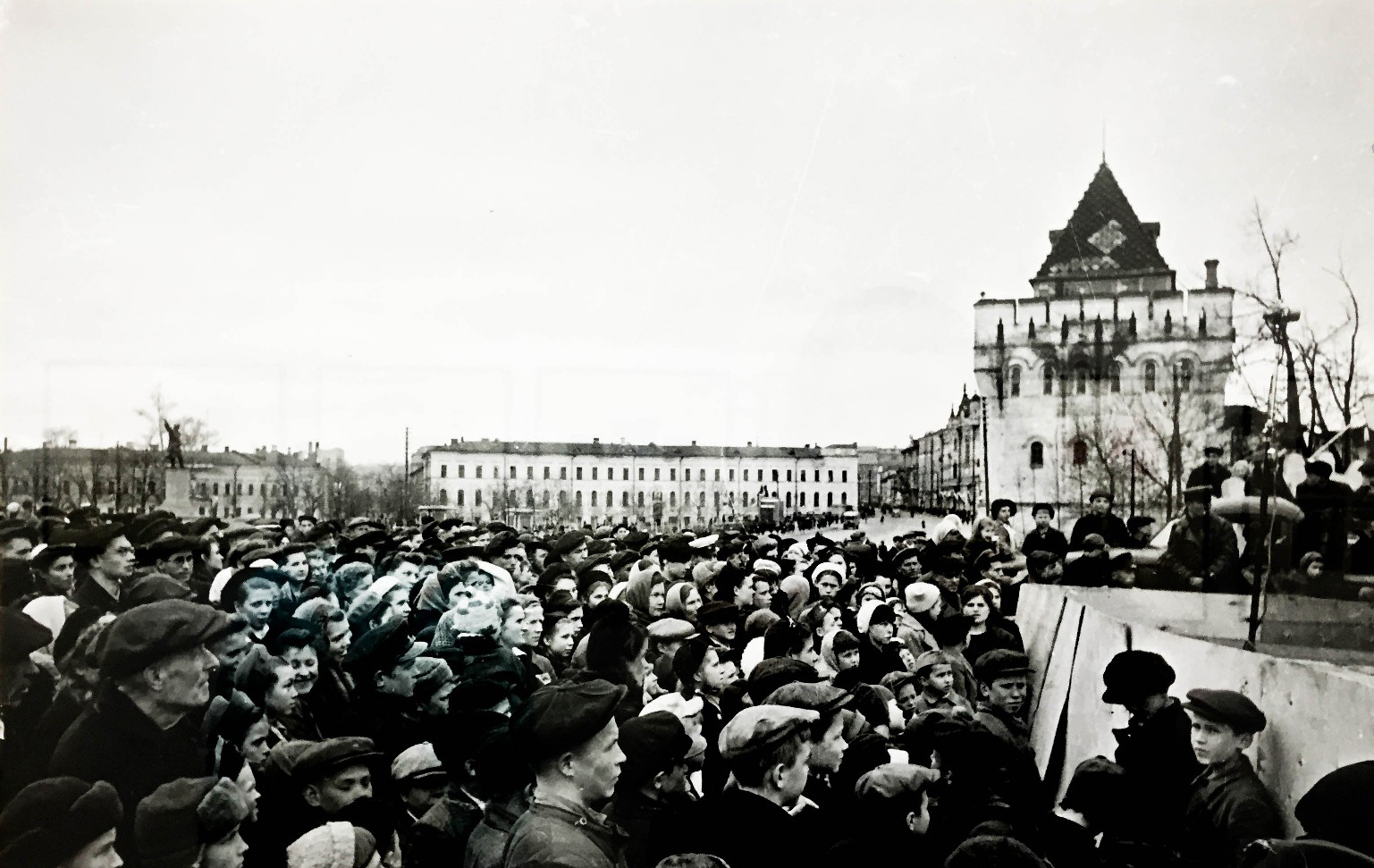
Giornata della Vittoria in piazza di Minin e Požarskij, 9 maggio 1945

Non ci furono ponti permanenti sul Volga o sull'Oka prima della Rivoluzione d'ottobre del 1917. Durante la fiera furono costruiti ponti temporanei. Il primo ponte sul Volga fu avviato dalla compagnia ferroviaria Mosca-Kazan nel 1914, ma terminò solo in epoca sovietica quando la ferrovia per Kotel'nič fu aperta per il servizio nel 1927.
Maksim Gor'kij nacque a Nižnij Novgorod nel 1868 come Aleksej Maksimovič Peškov. Nei suoi romanzi descrisse la triste vita del proletariato cittadino. Quando tornò in Unione Sovietica nel 1932 su invito di Iosif Stalin, la città fu ribattezzata Gor'kij. La città portò il nome di Gor'kij fino al 1990. La sua casa d'infanzia è conservata come un museo, noto come la Casa dei Kaširin, dal nome del nonno di Aleksej che possedeva il posto.
Durante la seconda guerra mondiale, dal 1941 al 1943, Gor'kij fu sottoposta a raid aerei e bombardamenti dalla Germania nazista. I tedeschi cercarono di distruggere l'industria cittadina in quanto principale fornitore di equipaggiamento militare sul fronte. Questi attacchi rimangono i più potenti di tutta la seconda guerra mondiale nella parte posteriore dell'Unione Sovietica.
Durante gran parte dell'era sovietica, la città fu chiusa agli stranieri per salvaguardare la sicurezza della ricerca militare e degli impianti di produzione sovietici, anche se era un punto di sosta popolare per i turisti sovietici che viaggiavano su e giù per il Volga in barche turistiche. Insolitamente per una città sovietica di queste dimensioni, anche le mappe stradali non furono disponibili per la vendita fino alla metà degli anni '70. Mátyás Rákosi, leader comunista d'Ungheria, morì nella città nel 1971. Il fisico e premio Nobel Andrej Sacharov fu qui esiliato nel 1980-1986 per limitare i suoi contatti con gli stranieri. Nel 1970, con il decreto del Presidium del Soviet supremo dell'URSS, la città fu insignita dell'Ordine di Lenin. Il 20 novembre 1985 nella città è stata aperta la prima sezione della metropolitana.
La fine dello stato "chiuso" della città ha accompagnato la reintegrazione del nome originale della città nel 1990.

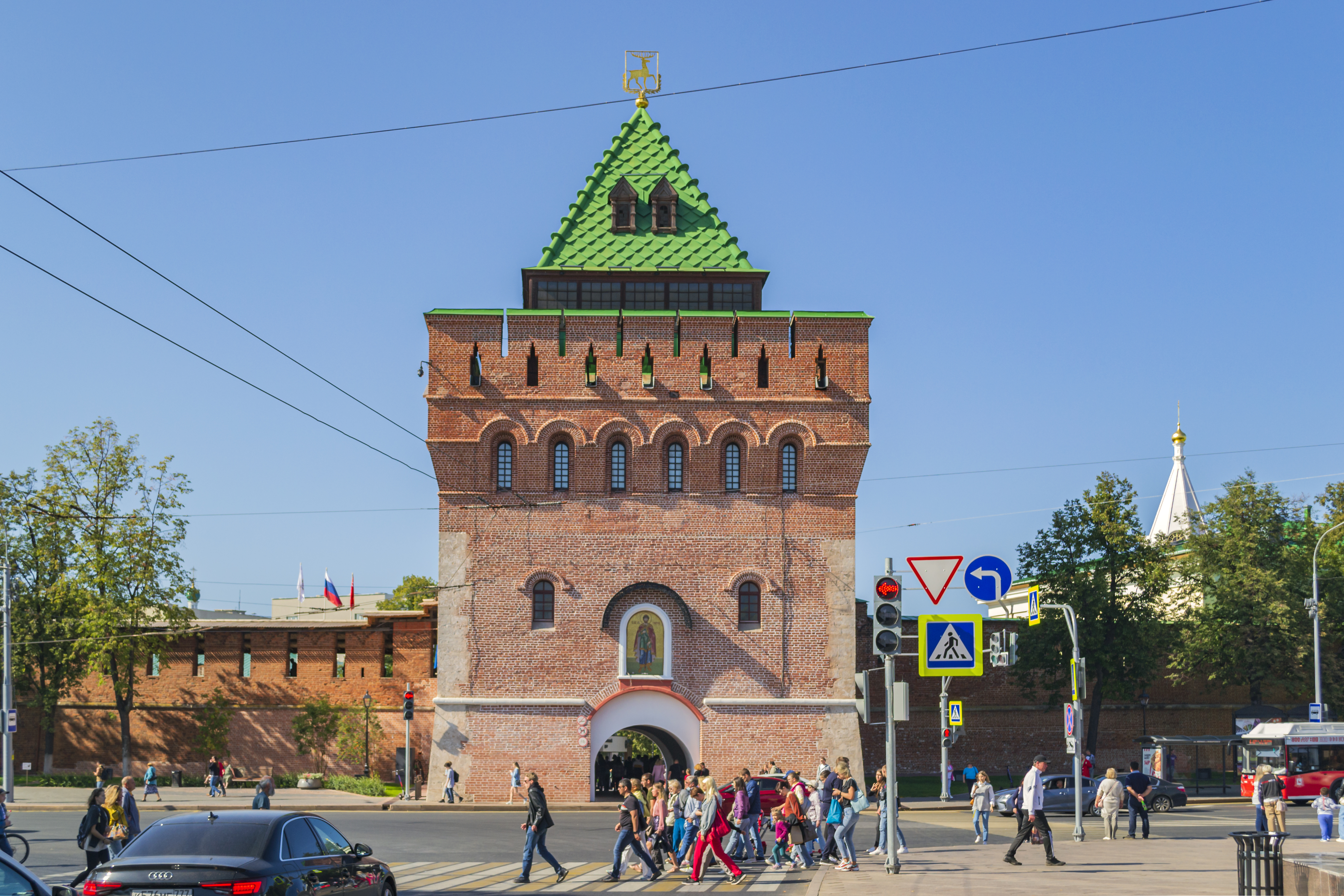
Torre di San Demetrio del Cremlino
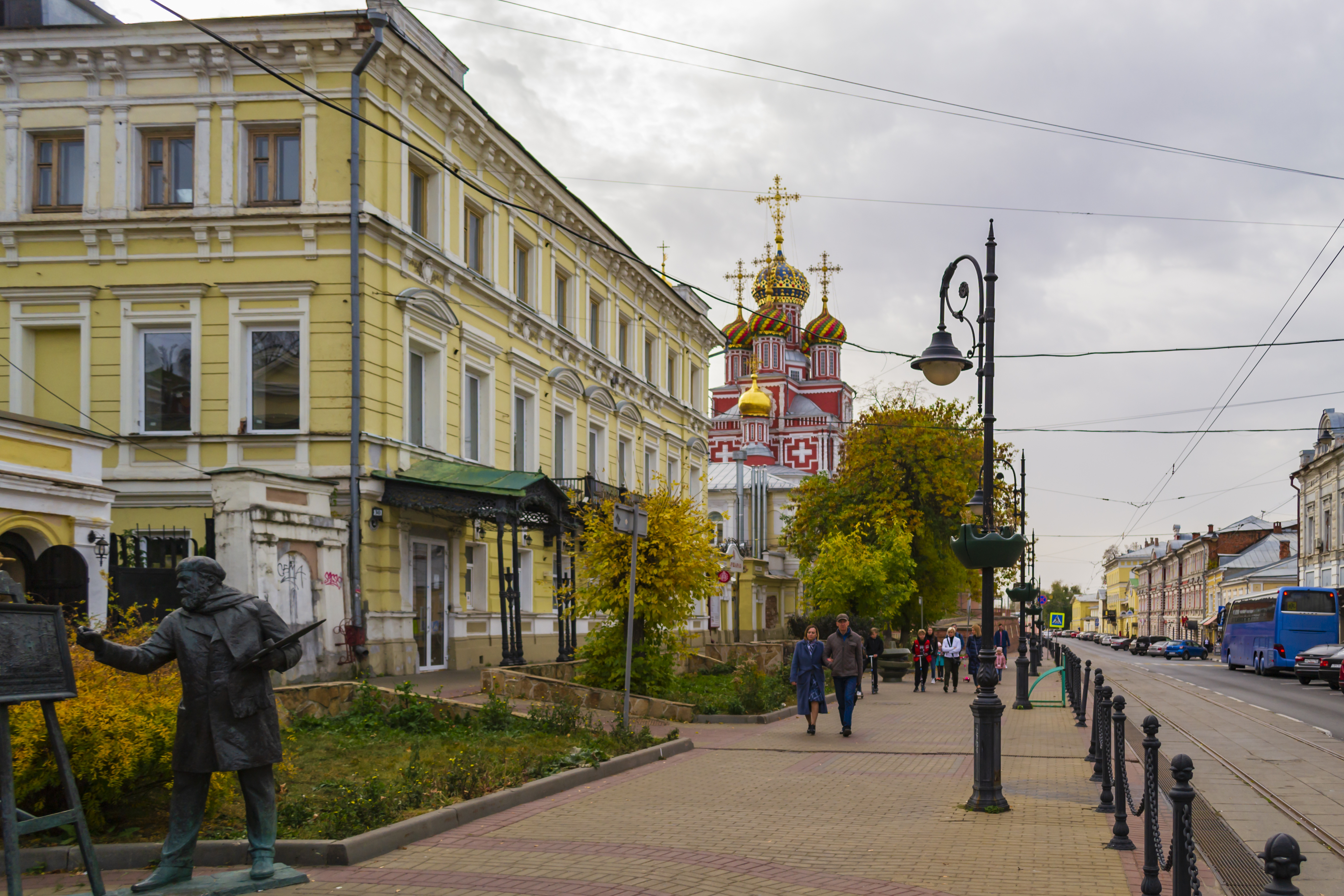
Via Rožděstvenskaja e Chiesa della Natività
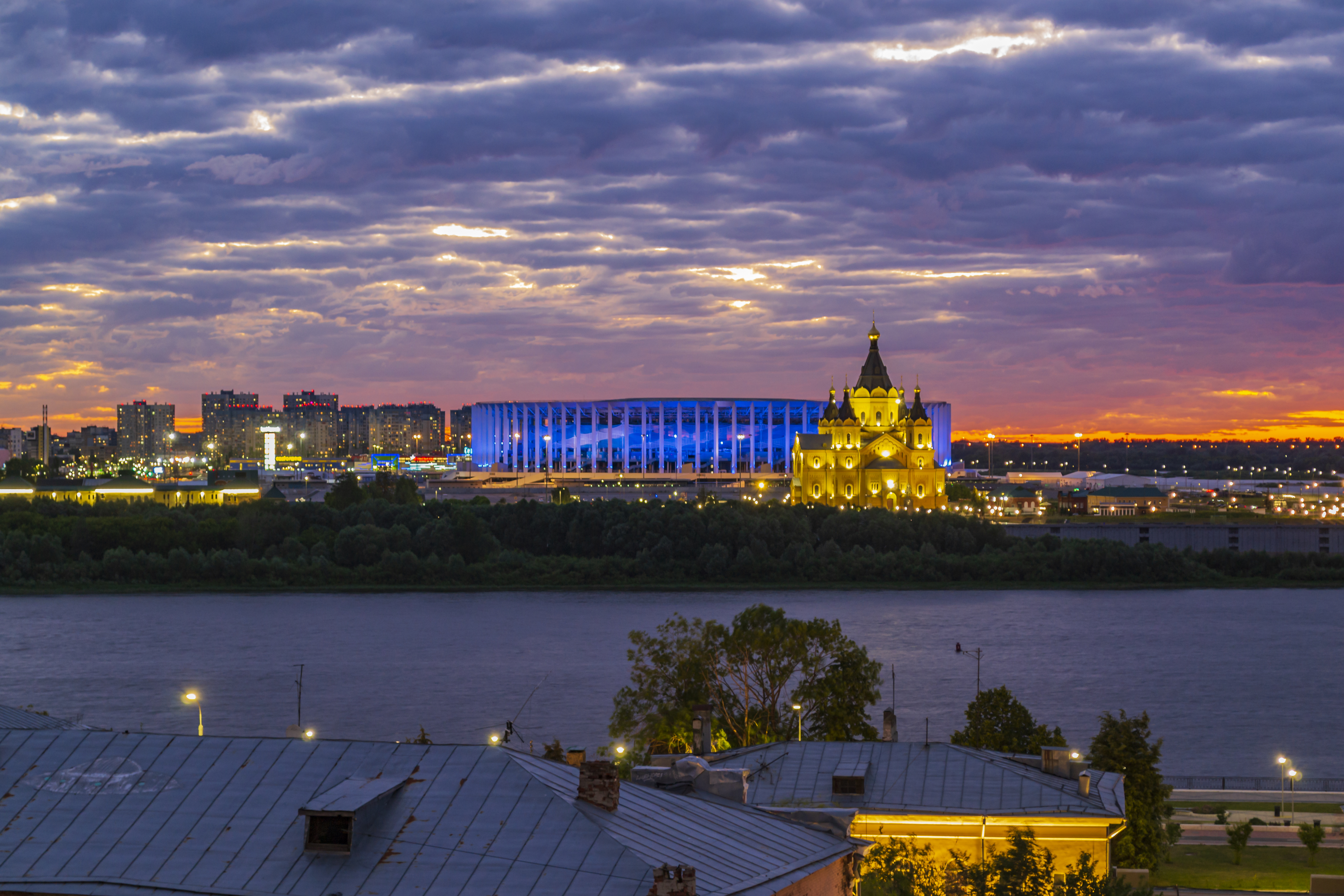
La Punta (Strelka) e stadio Nižnij Novgorod
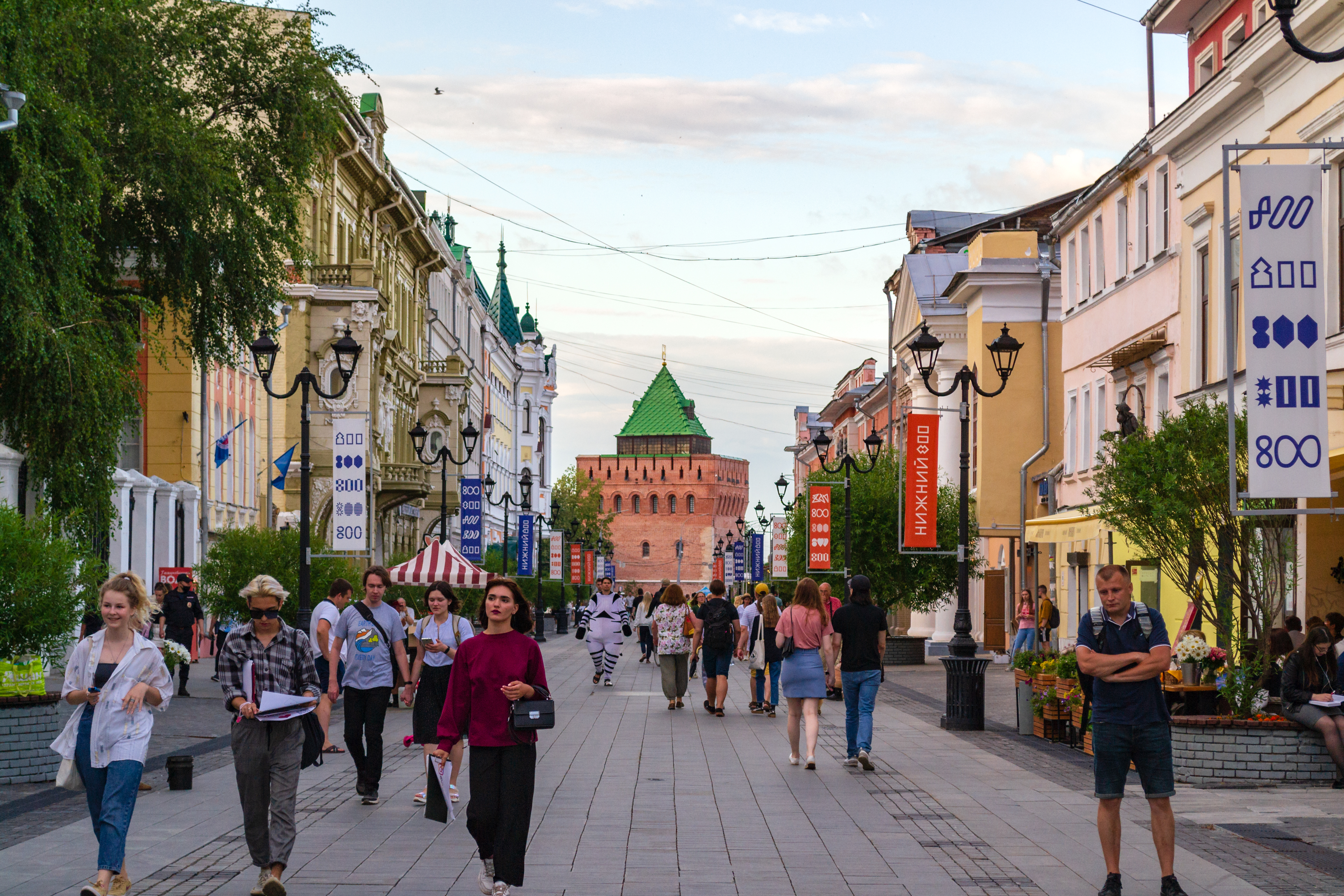
Via Bol'šaja Pokrovskaja

## Geografia fisica
Situata alla confluenza del fiume Oka nel Volga, è la quinta città più popolata della Russia, con 1.255.159 abitanti. Sorge lungo il tracciato della ferrovia Transiberiana, a metà strada fra le città di Mosca e Kazan'. Il territorio dell'oblast' si estende per 74.800 km² e conta 3.687.300 abitanti (secondo una stima del 1999).

## Economia
Nižnij Novgorod è sede della fabbrica automobilistica GAZ (Fabbrica Automobili di Gor'kij, Горьковский Автомобильный Завод Gor'kovskij Avtomobilnyj Zavod), fondata nel 1929 con l'aiuto della Ford e nota anche per la produzione dei primi fuoristrada russi. Nel porto fluviale cittadino sono presenti anche dei cantieri navali, produttori, tra l'altro, dei sommergibili di Classe Priz (DSRV). Dal 1993 l'organizzazione no-profit statunitense avventista 3ABN Three Angels Broadcasting Network ha anche costruito un grande centro di produzione di televisione satellitare 24 ore al giorno, e la relativa radio annessa, a Nižnij Novgorod.

### Tecnologia dell'informazione

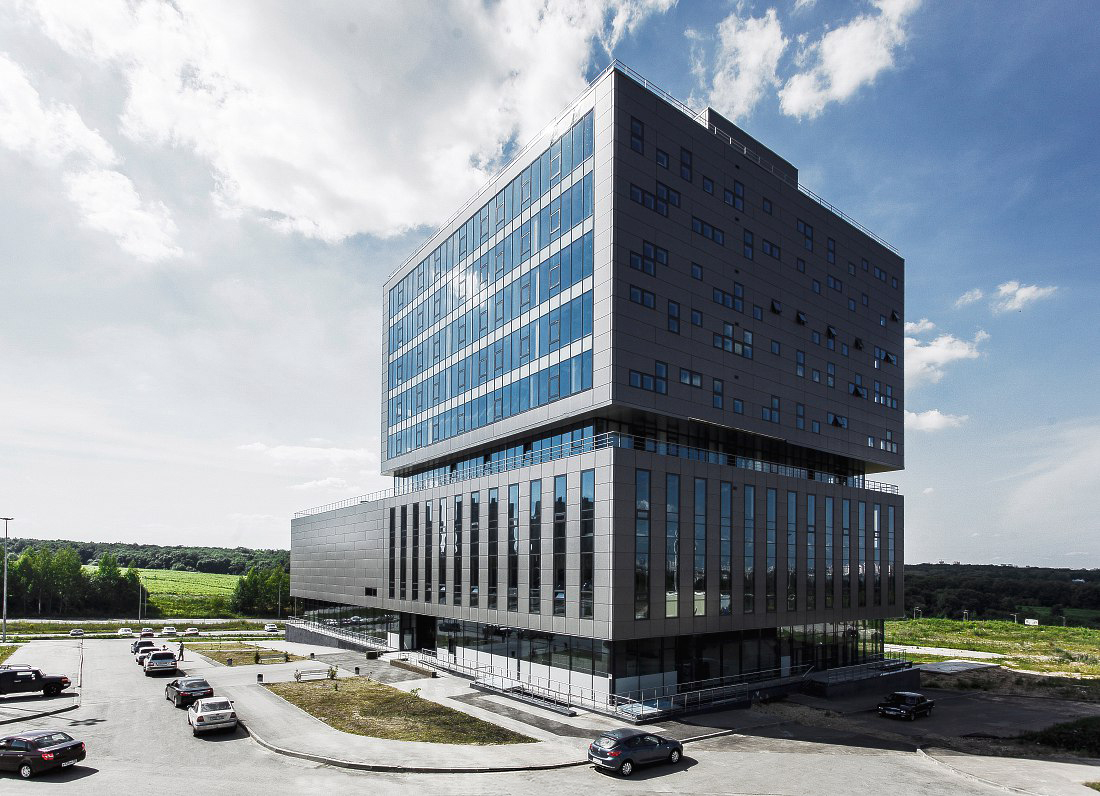
IT-Park

Nižnij Novgorod è uno dei centri dell'industria IT in Russia. Si colloca tra le principali città russe in termini di quantità di fornitori di R&S software. Intel possiede un grande centro operante in questo settore, con oltre 500 ingegneri e un'importante banca dati. A Nižnij Novgorod ci sono anche alcuni sviluppatori di software di outsourcing offshore, tra cui Bell Integrator, Itseez, Tecom, Luximax Systems Ltd., MERA, RealEast Networks, Auriga, SoftDrom e Teleca, e molte altre piccole aziende specializzate nella fornitura di servizi ai fornitori di telecomunicazioni.
Ci sono 25 istituzioni scientifiche di ricerca e sviluppo incentrate su telecomunicazioni, tecnologia radio, fisica teorica e applicata e 33 istituti di istruzione superiore, tra cui l'Università Lobačevskij, l'Università tecnica statale, l'Università medica del Volga e l'Istituto di tecnologie dell'informazione di Nižnij Novgorod, che si concentra su tecnologie dell'informazione, sviluppo di software, amministrazione di sistemi, telecomunicazioni, reti cellulari, tecnologie Internet e gestione IT.
Nižnij Novgorod è stata anche scelta come una delle quattro sedi per la costruzione di un parco tecnologico orientato all'IT - una zona speciale che ha un'infrastruttura consolidata e gode di una politica fiscale e doganale favorevole.

### Industria metalmeccanica
L'ingegneria è l'industria  più importante nell'economia di Nižnij Novgorod, con i trasporti - l'industria automobilistica, la costruzione navale, i motori diesel, la produzione di aeromobili e le macchine utensili - predominante; l'industria automobilistica è il settore principale (50%).
Tra i più grandi impianti si includono:
- Fabbrica Automobili di Gor'kij - auto personali, camion, mezzi corazzati per il trasporto di persone e altre auto;
- Fabbrica Krasnoje Sormovo N° 112 - navi fluviali e marittime, sottomarini;
- Fabbrica di aerei Sokol - aeroplani, jet;
- Impianto di costruzione meccanica di Nižnij Novgorod - armamenti, artiglieria, obici, cannoni anticarro, raccordi per petrolio e gas;
- Hydromash - attuatori idraulici, carrello di atterraggio;
- Nitel - televisori;
- Fabbrica RUMO - generatori diesel;
- Krasnij jakor - catene di ancoraggio.

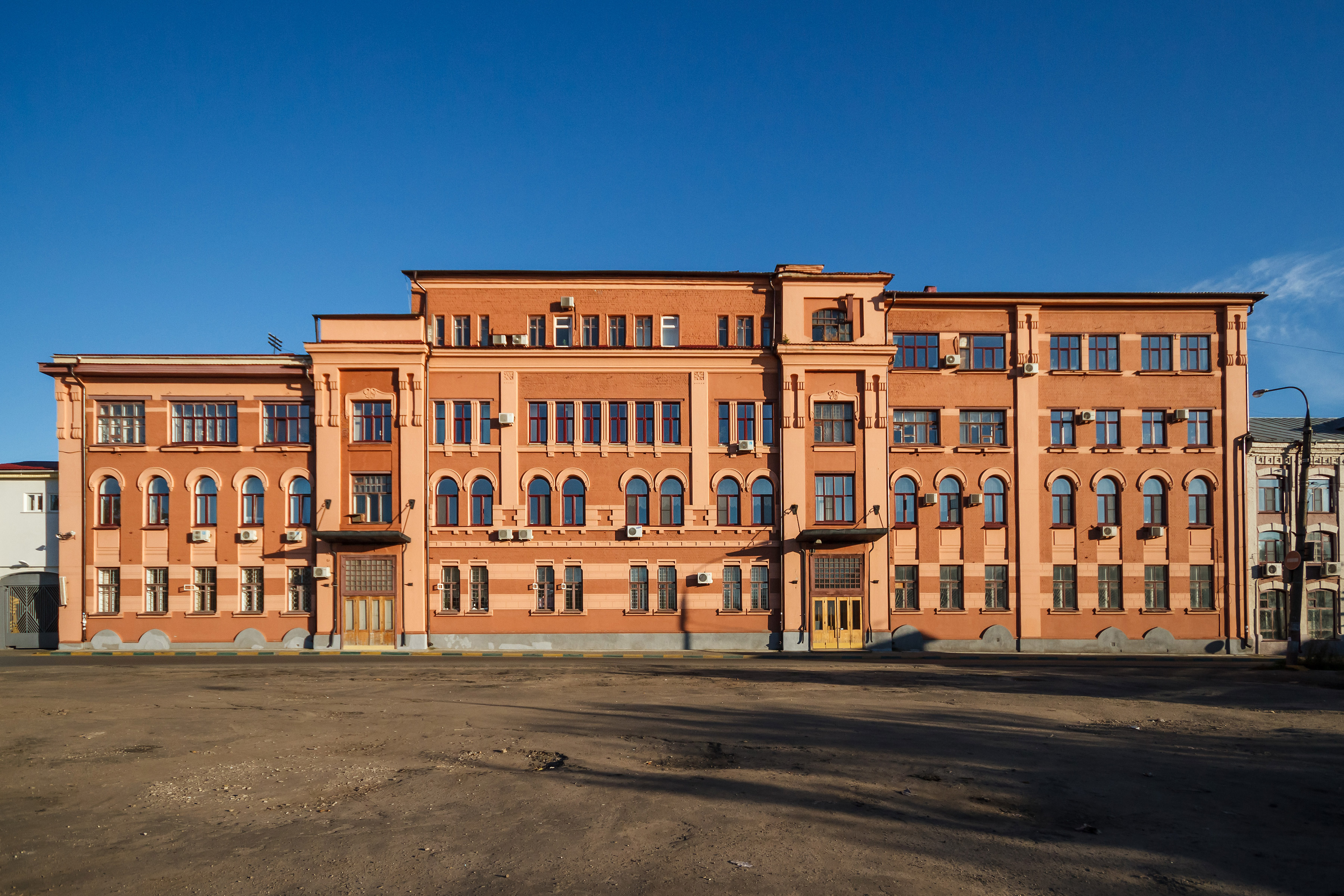
La Fabbrica Krasnoe Sormovo
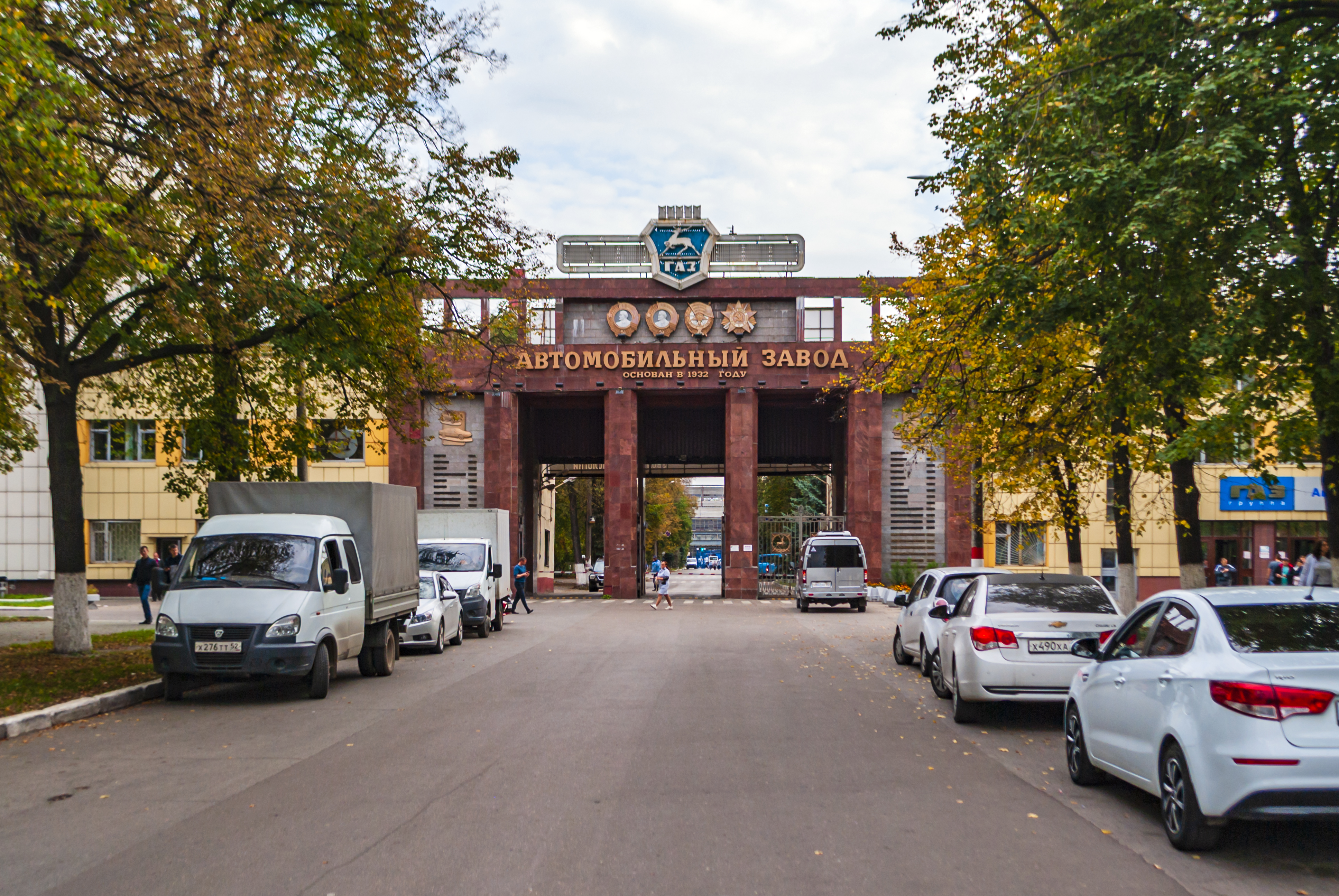
La sede della Fabbrica Automobili di Gor'kij

## Infrastrutture e trasporti

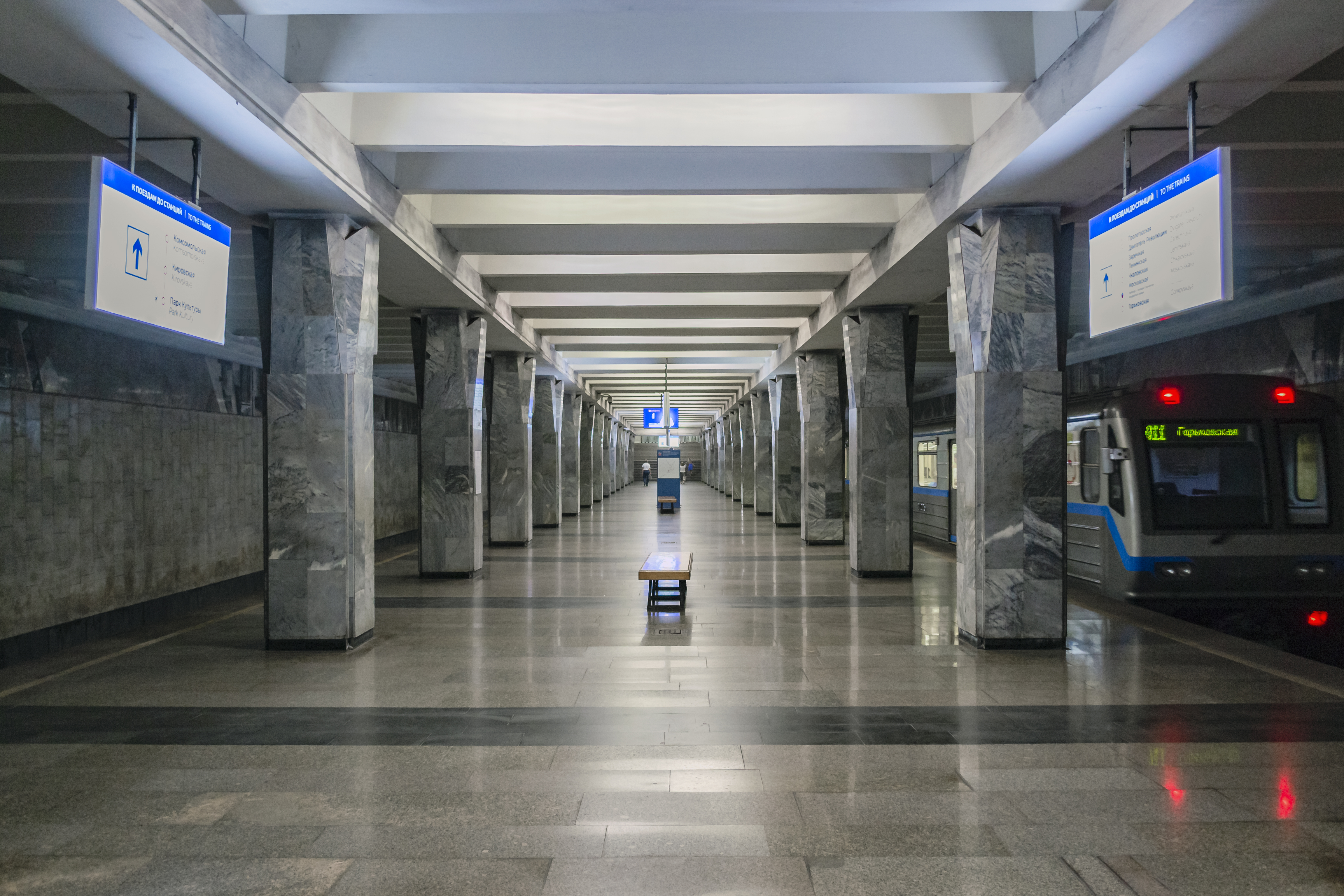
Stazione della metropolitana Avtozavodskaja

### Trasporto pubblico locale
I trasporti pubblici all'interno della città sono forniti da tranviaria, taxi, autobus e filobus. I treni elettrici e diesel dei pendolari corrono verso la periferia in diverse direzioni.

#### Metropolitana
Il sistema di trasporto rapido sotterraneo della metropolitana di Nižnij Novgorod è stato aperto nel 1985; ora ha due linee con 15 stazioni, collega tutti e cinque i terminal ferroviari e trasporta ogni giorno 102.000 passeggeri.

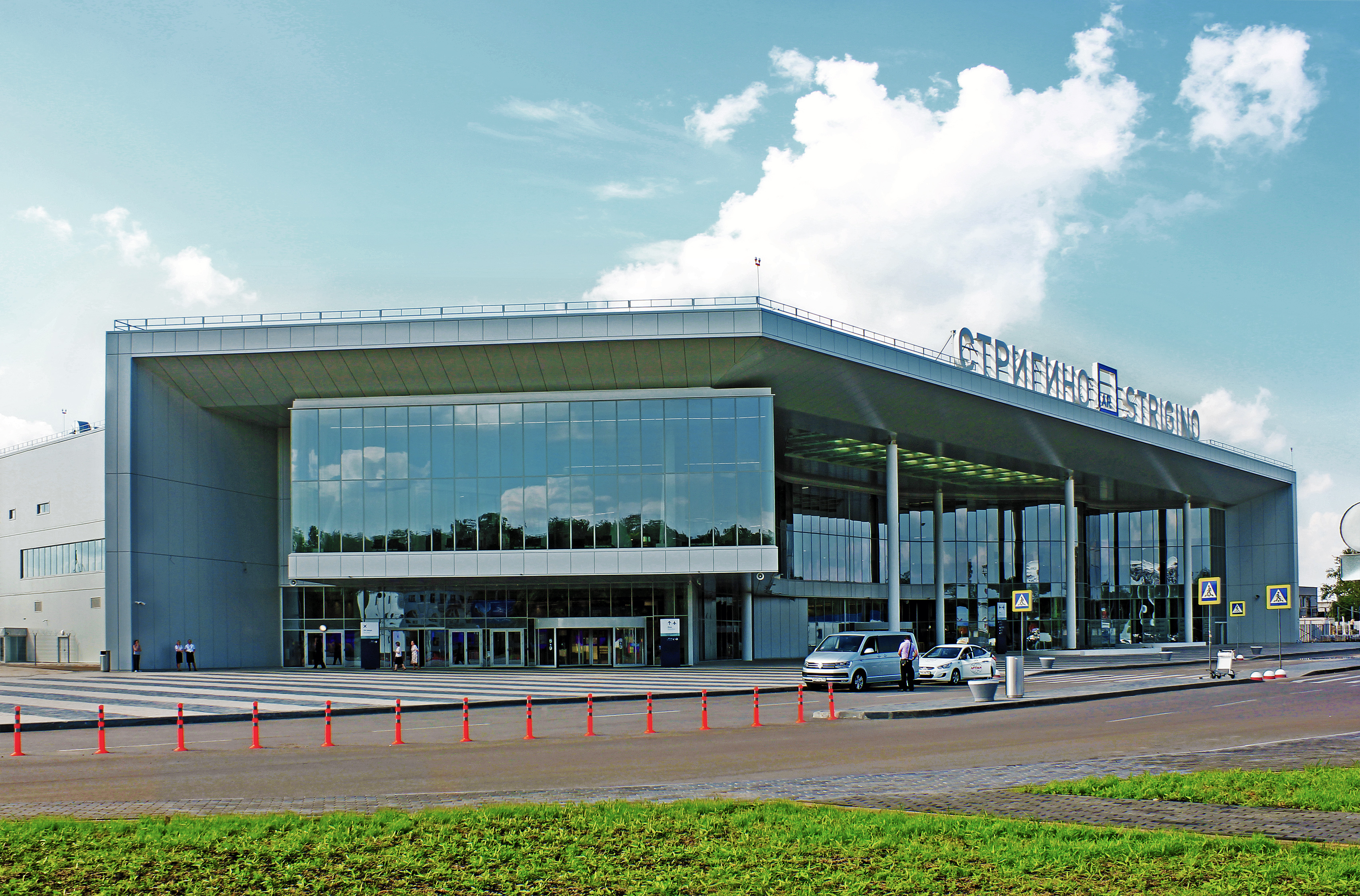
Aeroporto di Nižnij Novgorod-Strigino V. P. Čkalov

#### Servizio ferroviario suburbano
Il servizio ferroviario suburbano di Nižnij Novgorod è una rete di trasporto servizio ferroviario suburbano. Insieme alla metropolitana forma un sistema di trasporto ferroviario urbano della città. Ha 3 linee - Sormovskaja, Sormovskaja-2 e Priokskaja. È stato fondato il 24 giugno 2013 sulla base della Ferrovia di Gorkij, come aggiunta alla metropolitana.

### Trasporto aereo
La città è servita dall'Aeroporto di Nižnij Novgorod-Strigino V. P. Čkalov, che ha voli diretti per le principali città russe, Europa e Medio Oriente. La base aerea di Sormovo era un'importante base aerea per il trasporto aereo e la base aerea di Pravdinsk era una base di aerei intercettatori durante la guerra fredda. Ogni giorno S7 Airlines e UTair Aviation arrivano negli aeroporti di Mosca Domodedovo e Vnukovo.
Non è noto quando è stato costruito il primo aeroporto di Nižnij Novgorod, ma la sua posizione era a 0,5 km (0 miglia) a nord rispetto al punto in cui si trova oggi il centro commerciale "Mosca". Questo aeroporto era chiamato Aeroporto di Nižnij Novgorod. Nel 2011 HC Airports of Regions ha vinto la sua offerta sul progetto di investimento nell'aeroporto internazionale di Nižnij Novgorod. Nel 2012 sono stati effettuati alcuni lavori di ristrutturazione per sfruttare in modo più efficiente la struttura esistente mentre la nuova è in costruzione.

A giugno 2014 è iniziata la costruzione del nuovo terminal. Dovrebbe essere aperto entro dicembre 2015 ed essere in grado di gestire circa 300 passeggeri all'ora. Il secondo terminal sarà costruito dopo la Campionato mondiale di calcio 2018, ospitato tra gli altri da Nižnij Novgorod, e la suddetta stazione ferroviaria dovrebbe essere costruita anche in quel periodo. Il nuovo terminal è stato inaugurato il 29 dicembre 2015 quando il primo volo, da Mosca, è stato diretto lì.

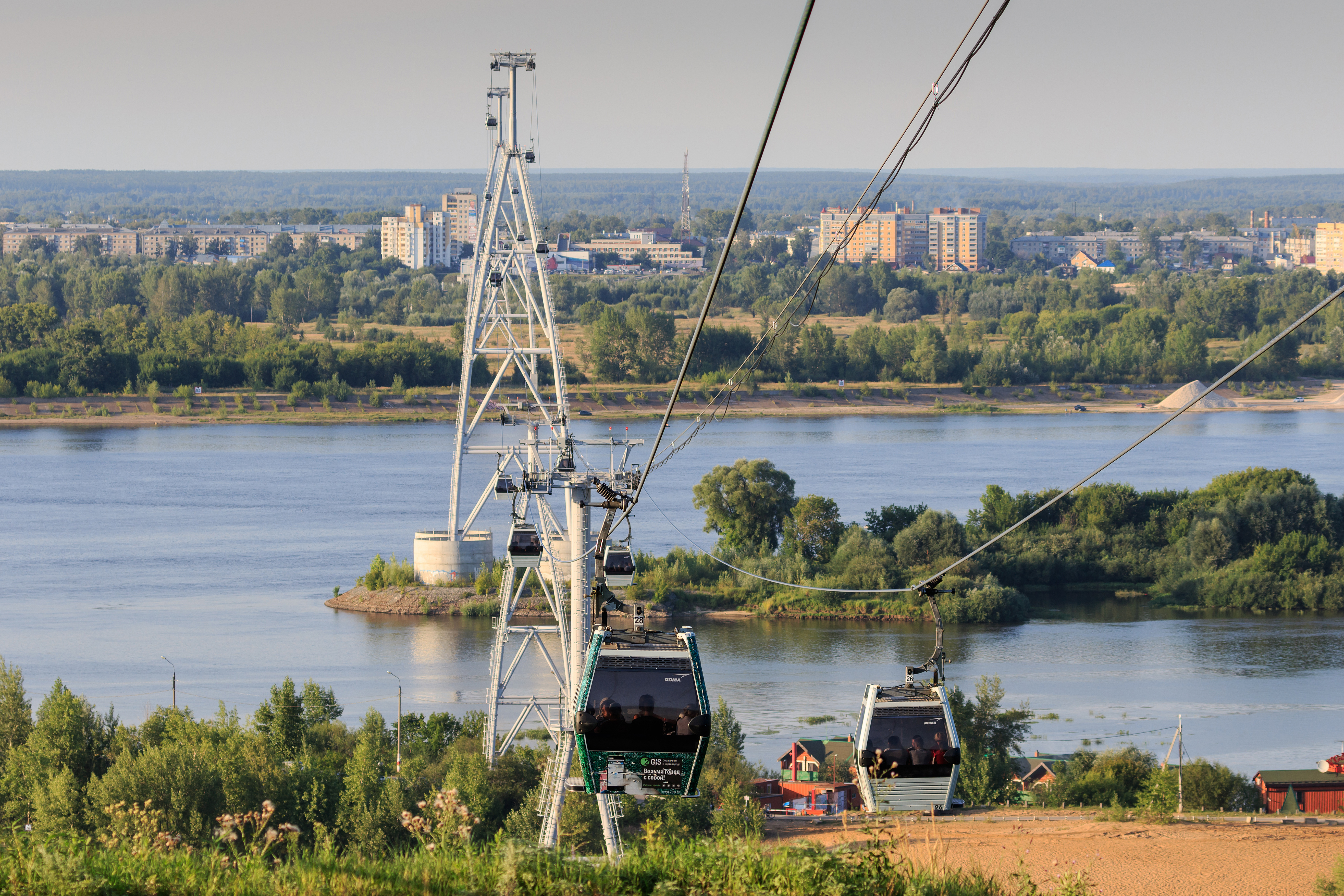
La funivia

### Funivia aerea
Nel 2012 è stata lanciata la funivia che collega Nizhny Novgorod e Bor. La lunghezza della funivia è di 3,5 km. Ha la più grande portata non supportata in Europa sopra la superficie dell'acqua è di 861 metri. Lo scopo principale è quello di fornire un tipo alternativo di trasporto passeggeri oltre a taxi fluviali, treni elettrici e autobus. La funivia è diventata anche una popolare attrazione turistica, grazie alle viste panoramiche dalle cabine. Non lontano dalla stazione di Nižegorodskaja ci sono la Moschea della Cattedrale di Nižnij Novgorod e il Monastero dell'Ascensione Pečerskij. A 100 metri dalla stazione di Borskaja si trova il parco della ricostruzione storica della Pax Romana, che rappresenta un'immagine collettiva di un sito della frontiera romana a cavallo tra I e II secolo d.C., con un accampamento militare e una piccola città che si sviluppò dal villaggio Marktant al campo. 31 luglio 2014 sulla funivia c'è stato un incidente. Il fulmine ha colpito un supporto metallico vicino allo stand in cui si trovavano le persone. In questo momento ci fu un temporale pesante e la funivia fu fermata. Tuttavia, le persone erano già nelle cabine.

## Cultura e turismo

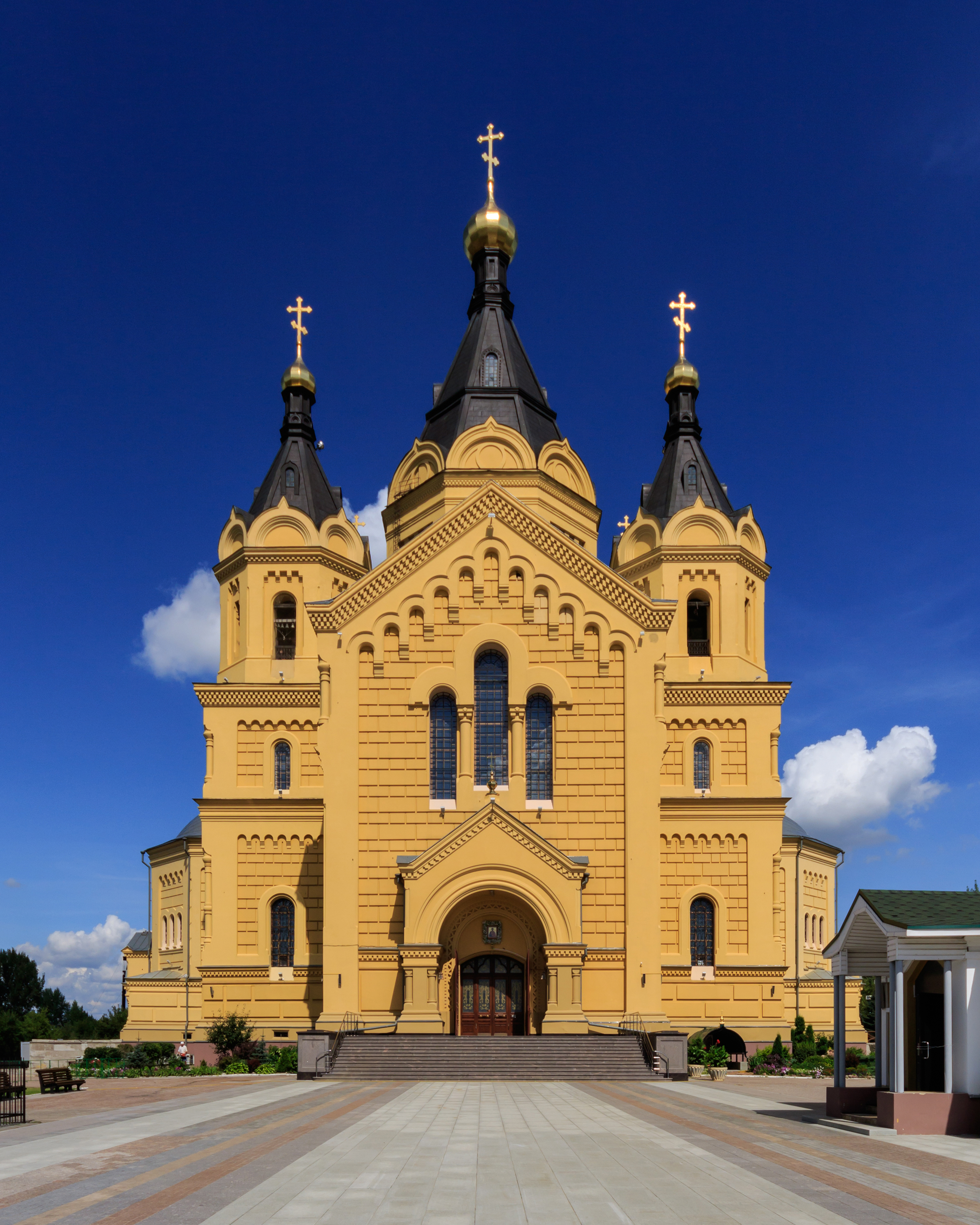
Cattedrale di Aleksandr Nevskij

La città è un importante centro culturale, dotato di numerosi edifici storici e monumenti. Tra i maggiori luoghi d'interesse architettonico c'è il Cremlino di Nižnij Novgorod con le sue 13 torri, cuore storico della città, al cui interno si trovano i seguenti monumenti:

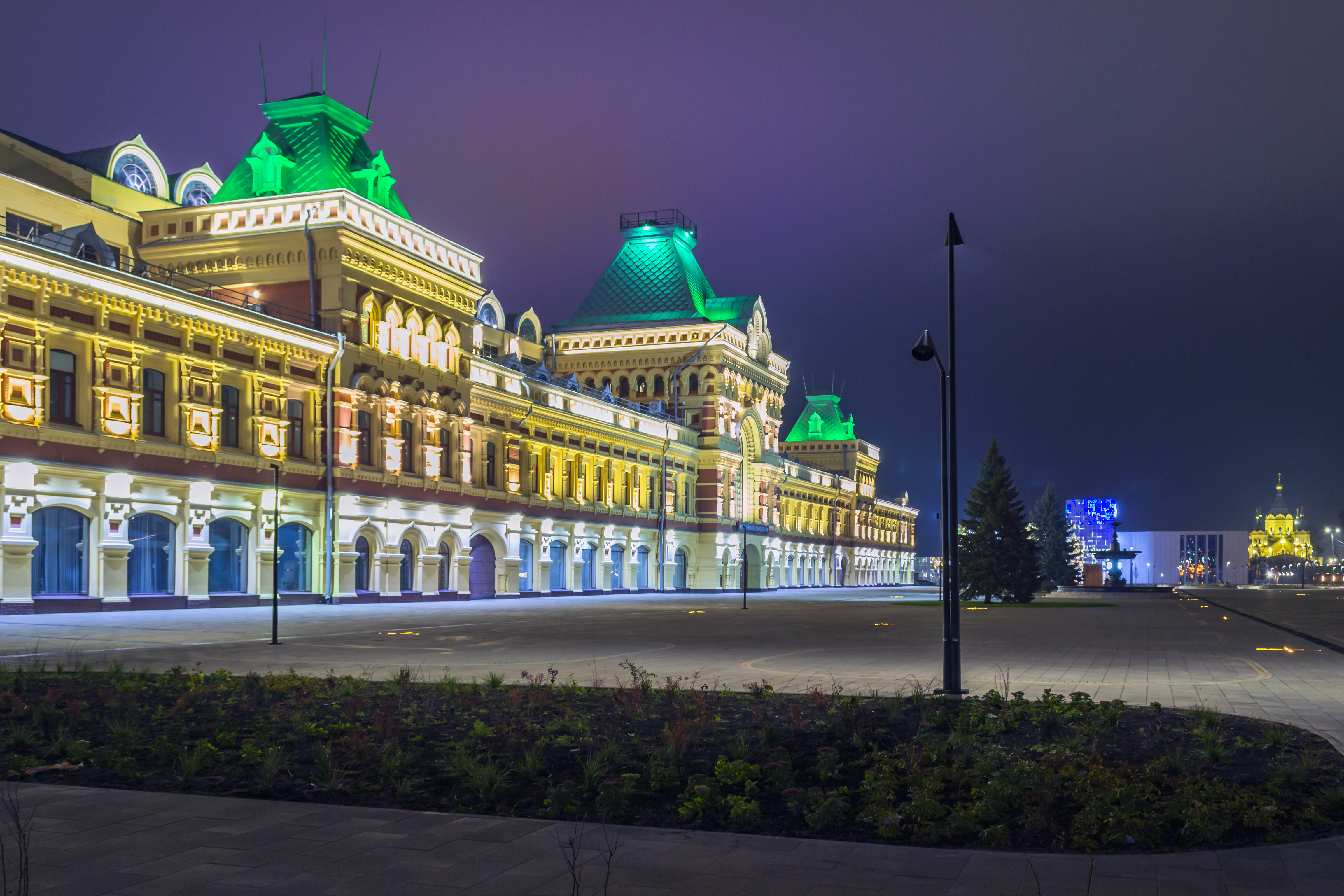
Fiera di Nižnij Novgorod

- L'Obelisco di Minin e Požarskij, eretto nel 1828 in onore dei patrioti Kuz'ma Minin e Dmitrij Požarskij;
- La Piazza di Minin e Požarskij, fondamentale punto d'aggregazione cittadino;
- Il Monumento a Minin e Požarskij, piccola copia del monumento di Mosca;
- La Cattedrale dell'Arcangelo Michele, unica delle cinque chiese del Cremlino ancora in piedi;

La città è ricca di edifici religiosi di rilevanza storica ed architettonica:
- La Cattedrale della Trasfigurazione, progettata dagli architetti Agustín de Betancourt e August de Montferrand;
- La Cattedrale di Aleksandr Nevskij, nei pressi della quale si trova la terza campana più grande della Russia;
- La Cattedrale di San Nicola, sita in un complesso di recente costruzione di cui fa parte anche una chiesa dedicata a Santa Tatiana;
- La Chiesa della Madonna del Segno e delle Sante Mirofore, in cui furono battezzati i santi Eutimio di Suzdal' e Macario di Unža;
- La Chiesa della Natività degli Stroganov, pittoresco e prezioso esempio del cosiddetto "Barocco Stroganov";
- La Chiesa di Ognissanti, ex chiesa del cimitero cittadino, sita presso il Parco Kolubina;
- La Chiesa del Profeta Elia, costruita nel 1506 per celebrare la liberazione della città dal giogo tartaro;
- La Chiesa del Salvatore Misericordioso, costruita per celebrare il salvataggio della famiglia dello zar Alessandro III, vittima di un incidente ferroviario nel 1888;
- La Chiesa di San Giovanni il Battista, dal cui sagrato nel 1611 Kuz'ma Minin incitò i cittadini a combattere i polacchi;
- La Chiesa dei Santi di Mosca, consacrata ai santi primati della Chiesa ortodossa russa Pietro, Alessio, Giona, Filippo ed Ermogene;
- La Chiesa della Trasfigurazione a Karpovka, costruita nel 1817, il cui campanile è coronato da una guglia simile a quella della Cattedrale dei Santi Pietro e Paolo di San Pietroburgo;
- La Chiesa dell'Ascensione, la Chiesa della Dormizione e la Chiesa di San Sergio, facenti parte del complesso vescovile;
- Le Chiese della Madonna di Smolensk e Vladimir, complesso di due chiese dedicate alle icone della Theotokos di Smolensk e della Theotokos di Vladimir;
- Il Monastero dell'Annunciazione, fondato dal Gran Principe Giorgio II e da san Simone di Vladimir e Suzdal' nel 1221;
- Il Monastero dell'Ascensione Pečerskij, sede dell'arcivescovo di Nižnij Novgorod e Arzamas, oltre che principale monastero della regione;
- Il Monastero della Santa Croce, monastero femminile dove, secondo la tradizione, Marfa Boreckaja fu costretta a prendere i voti nel 1478.

Altri luoghi d'interesse storico sono:
- Il palazzo principale della Fiera di Nižnij Novgorod.
- La Scala di Čkalov, che collega Piazza di Minin e Požarskij al fiume Volga;
- La Banca Statale, monumentale edificio in stile neo-russo in via Bol'šaja Pokrovskaja;
- La Casetta di Pietro il Grande, luogo in cui alloggiò lo zar Pietro I;
- La Casa Museo Maksim Gor'kij, luogo in cui lo scrittore visse tra il 1902 ed il 1904;
- Il Museo Dobroljubov dedicato a Nikolaj Aleksandrovič Dobroljubov, giornalista e critico letterario (1836 – 1861) originario della città
- Il Teatro Statale Drammatico Maksim Gor'kij, tra i più antichi teatri russi;

### Galleria d'immagini

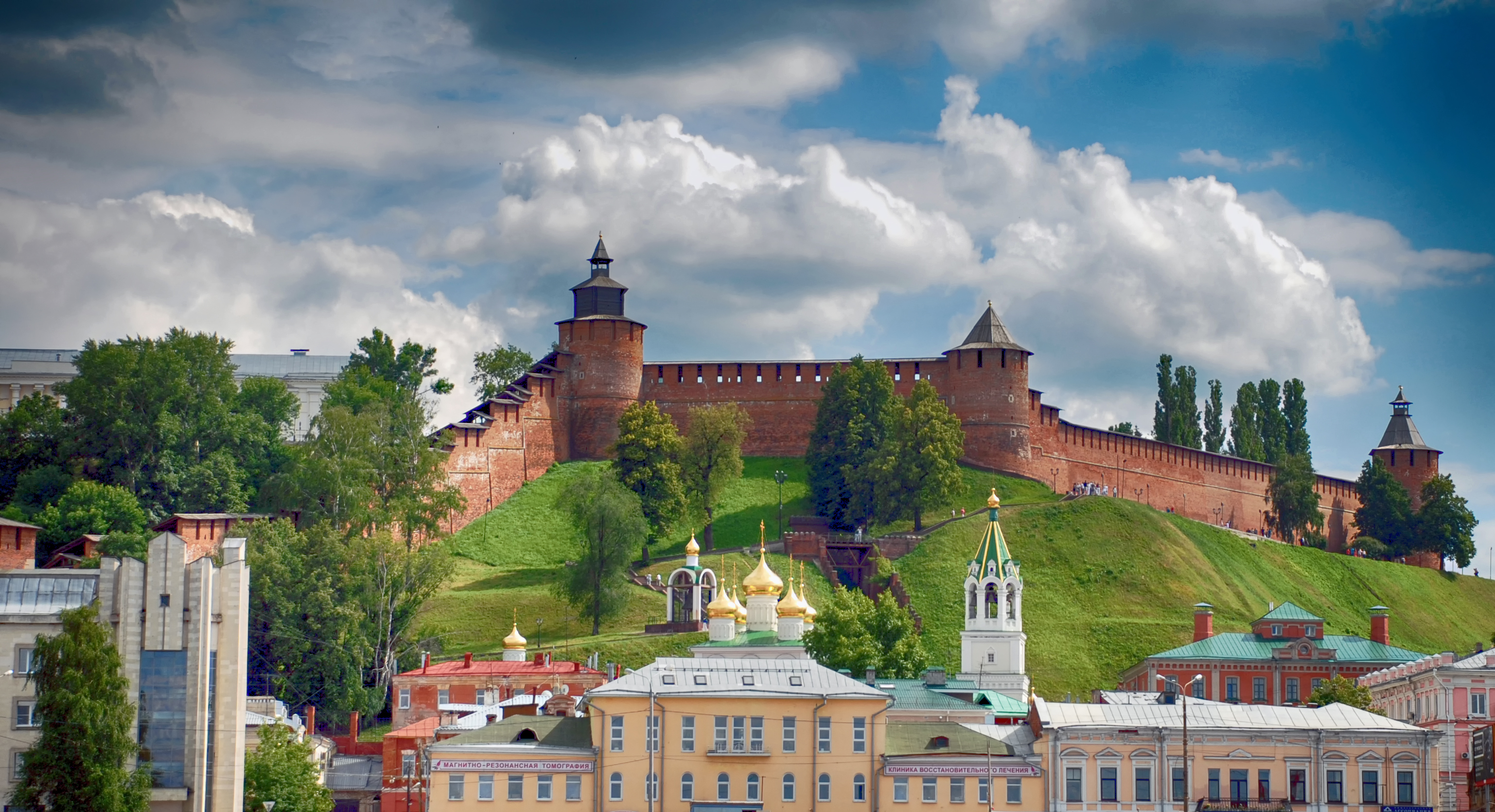
Il Cremlino
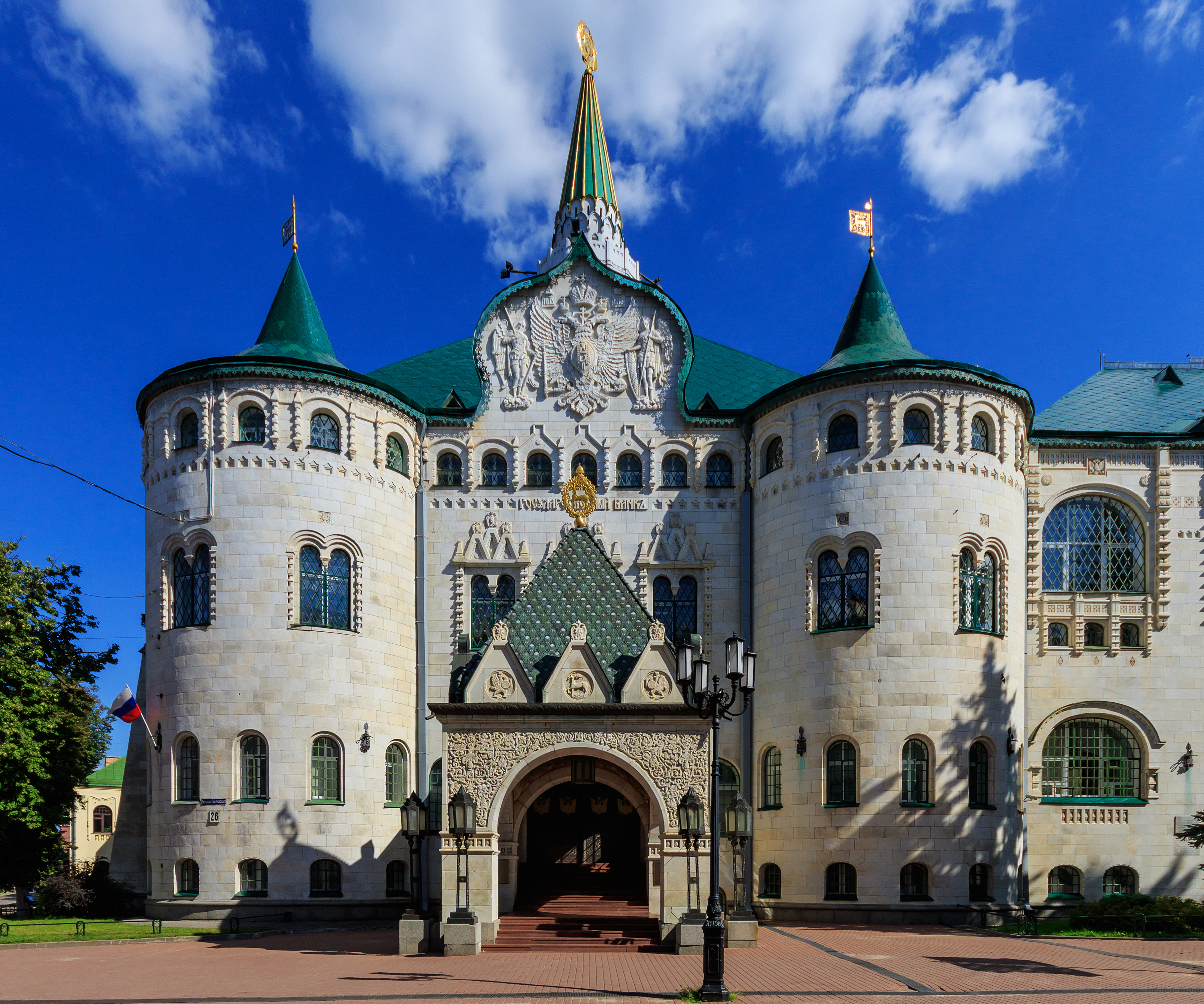
La Banca Statale
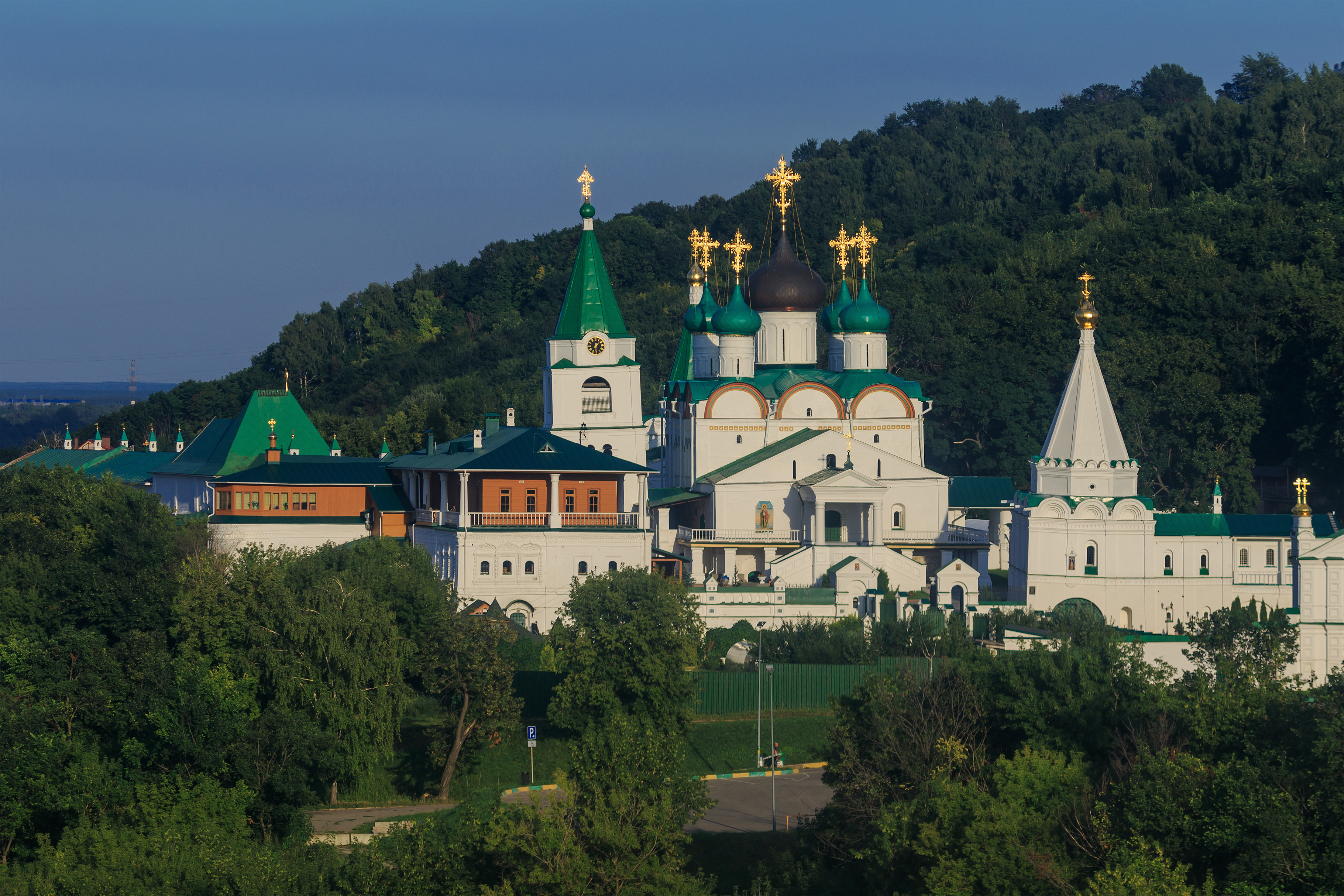
Monastero dell'Ascensione Pečerskij
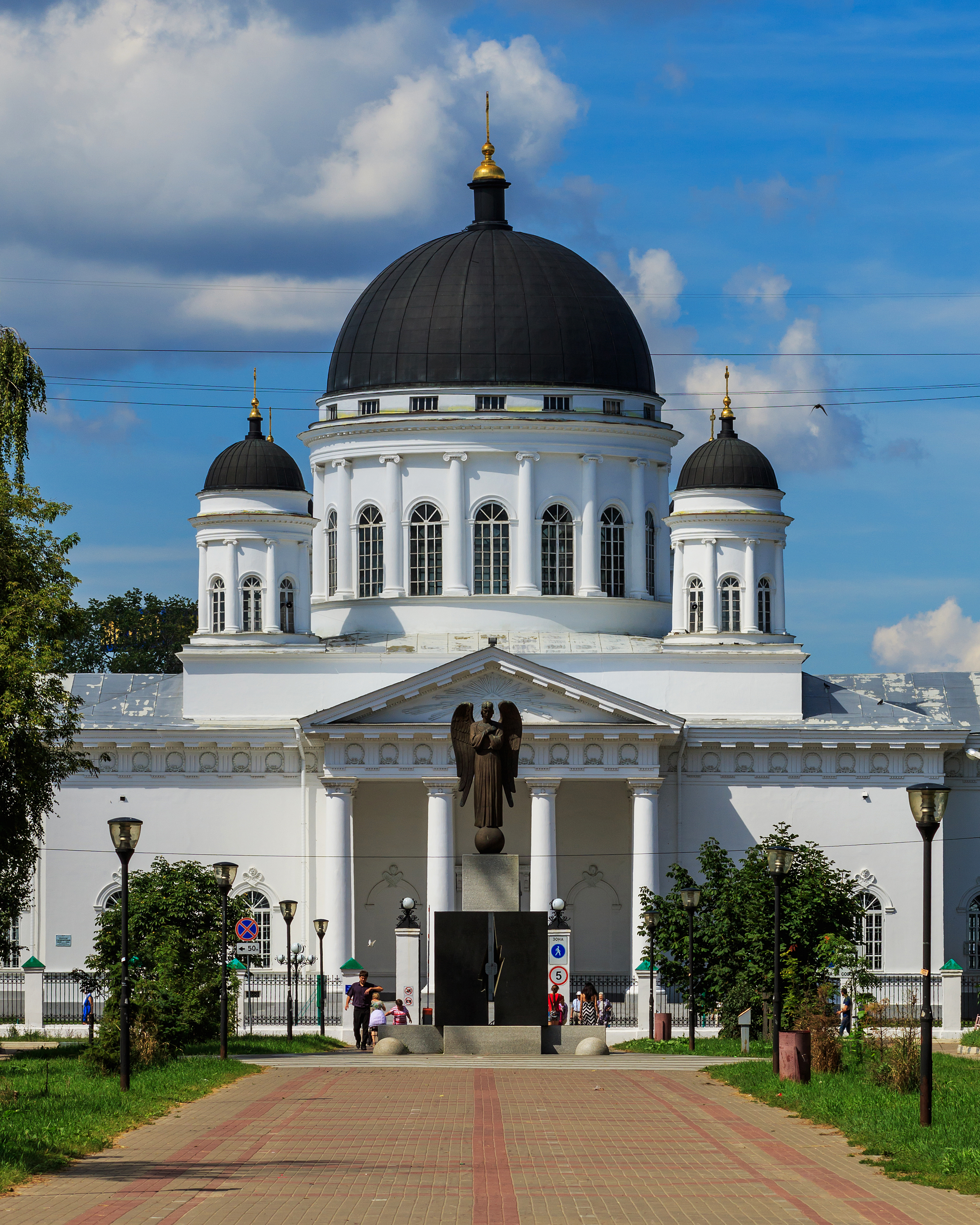
Cattedrale della Trasfigurazione
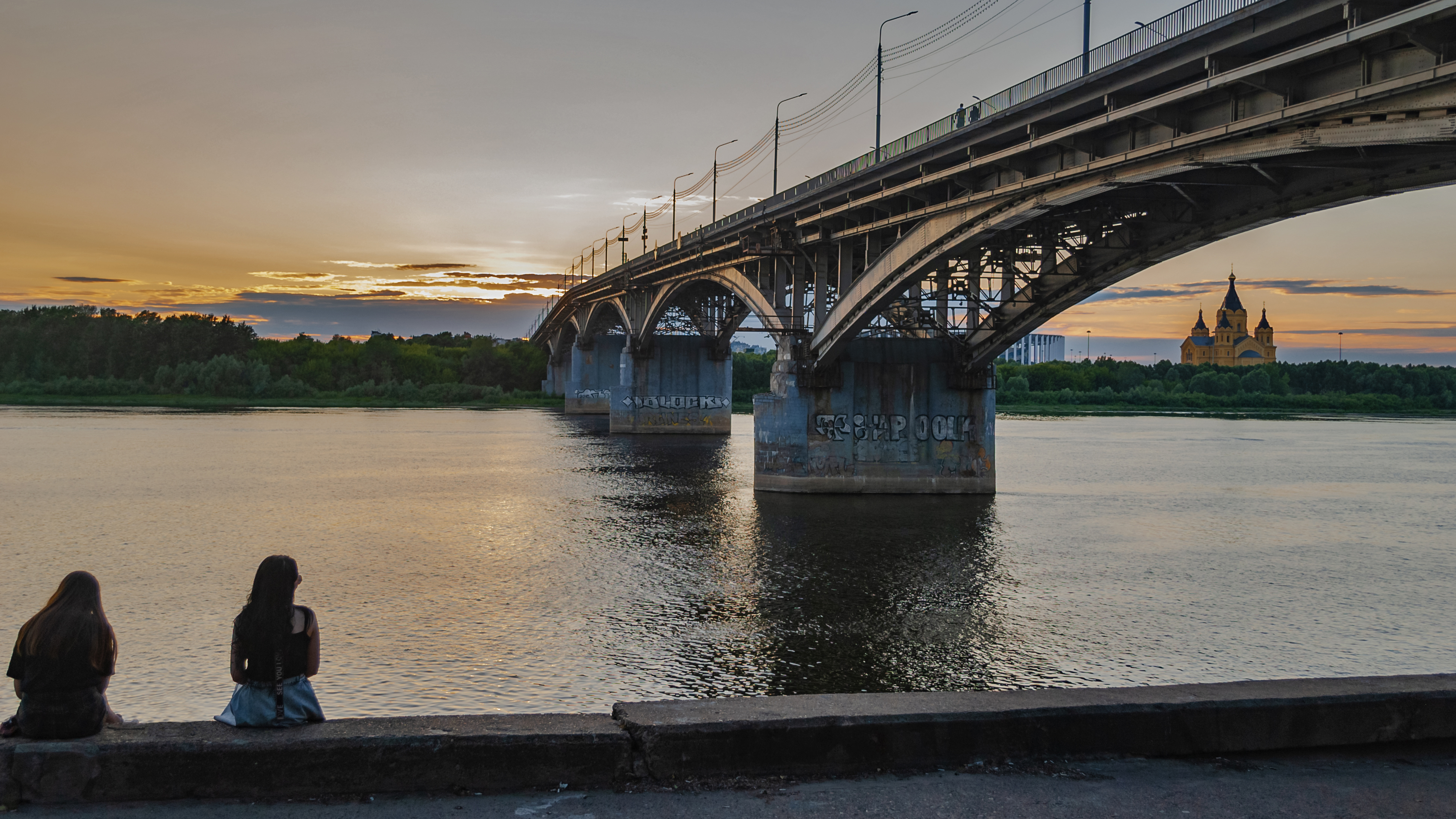
Ponte sull'Oka (Kanavinskij)
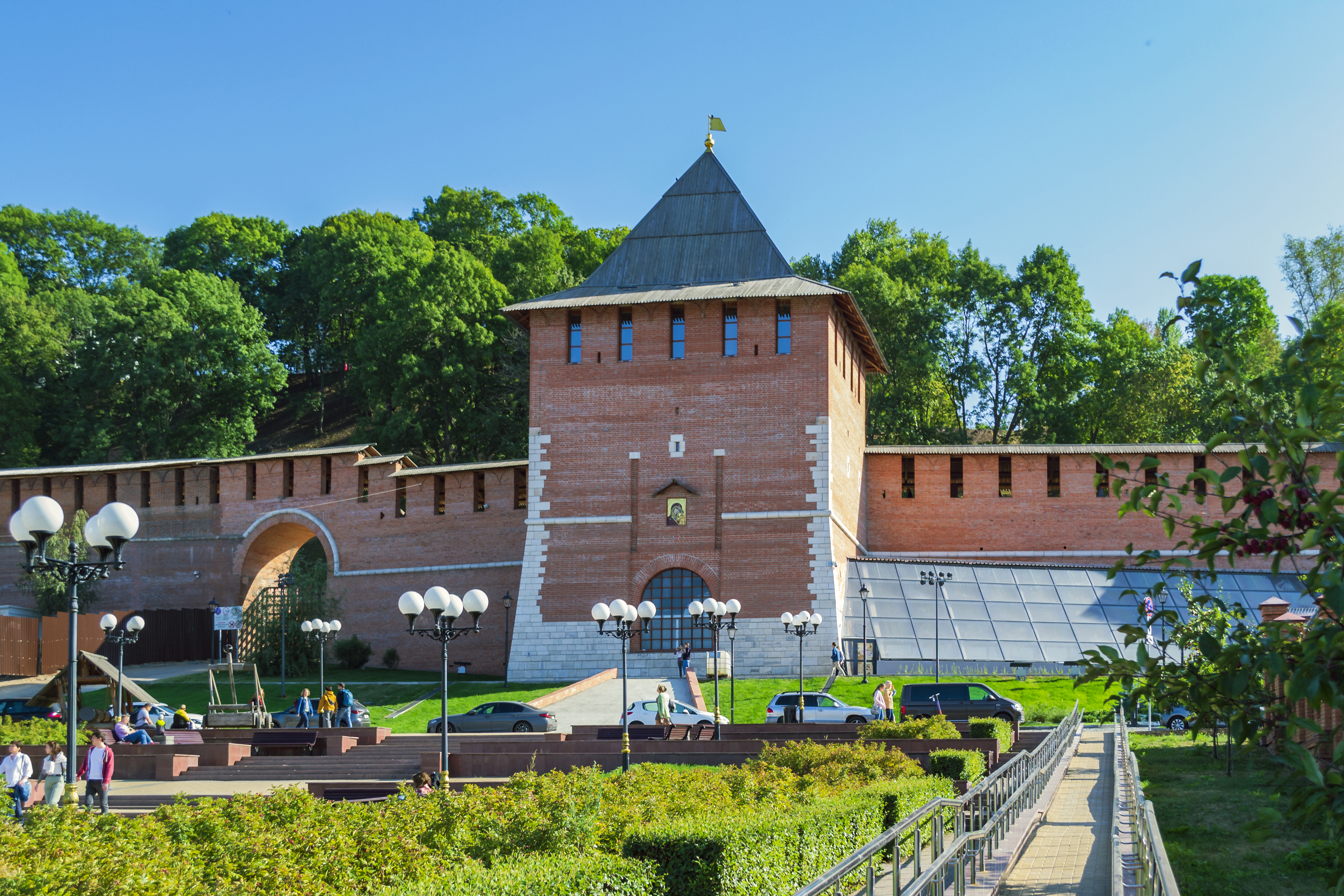
Torre della Concezione (Začatskaja), dopo il recupero

## Amministrazione

### Divisioni

Divisioni amministrative di Nizhny Novgorod

Nižnij Novgorod è divisa dal fiume Oka in due parti distinte. La Città Alta (in russo Нагорная часть?, Nagornaja čast', parte montuosa) si trova sulla sponda collinare orientale (destra) dell'Oka. Comprende tre degli otto distretti cittadini in cui la città è amministrativamente divisa:
1. Niižegorodskij (in russo Нижегородский?, il Cremlino, il centro storico e amministrativo della città);
2. Priokskij (in russo Приокский?);
3. Sovetskij (in russo Советский?).

La Città Bassa (in russo Заречная часть?, Zarečnaja čast', parte sopra il fiume) occupa il lato basso (occidentale) dell'Oka e comprende cinque divisioni cittadine:
1. Avtozavodskij (in russo Автозаводский (Автозавод)?, costruito intorno allo Fabbrica Automobili di Gor'kij. C'è anche un aeroporto internazionale);
2. Kanavinskij (in russo Канавинский (Канавино)?, il sito della Fiera di Nižnij Novgorod e l'ubicazione della stazione ferroviaria principale);
3. Leninskij (in russo Ленинский?);
4. Moskovskij (in russo Московский?, sede della Fabbrica di aerei Sokol e del suo aeroporto);
5. Sormovskij (in russo Сормовский (Сормово)?, dove si trovano Krasnoje Sormovo e il cantiere navale del Volga).

### Gemellaggi
- Essen
- Charkiv
- Jinan
- Linz, dal 1993[8]
- Matanzas

- Sant Boi de Llobregat
- Novi Sad
- Filadelfia
- Suwon
- Tampere

## Sport

### Calcio
La squadra principale della città è il Pari Nižnij Novgorod.

### Hockey su ghiaccio
La squadra del Torpedo Nižnij Novgorod milita nel massimo campionato russo, la Kontinental Hockey League. Nel corso della sua storia, la squadra ha vinto per due volte (nel 2003 e nel 2007) la VHL.

### Basket
La squadra principale della città è il Basketbol'nyj klub Nižnij Novgorod. Milita in VTB United League.